# شهریار حیدری
شهریار حیدری  سیاستمدار ایرانی و نماینده حوزه انتخابیه قصرشیرین، سرپل ذهاب و گیلانغرب در دوره یازدهم مجلس شورای اسلامی بوده‌است.
وی در یازدهمین انتخابات مجلس شورای اسلامی که در تاریخ ۲ اسفند ۱۳۹۸ برگزار شد با کسب ۲۷هزار و ۶۹۱ رأی به مجلس راه یافت. حیدری در دوره نمایندگی نایب‌رئیس اول کمیسیون امنیت ملی و سیاست خارجی بود.

## انتخابات ریاست‌جمهوری ۱۴۰۳
وی در روز یکشنبه ۱۳ خرداد ۱۴۰۳ با حضور در وزارت کشور برای انتخابات ریاست‌جمهوری دوره چهاردهم ثبت‌‌نام کرد.